# Ecuadoraans voetbalelftal in 1996
Het Ecuadoraans voetbalelftal speelde in totaal zeventien interlands in het jaar 1996, waaronder zes wedstrijden bij de kwalificatiereeks voor het WK voetbal 1998 in Frankrijk. De selectie stond onder leiding van de Colombiaanse bondscoach Francisco Maturana, die interim-coach Carlos Ron eind 1994 had afgelost. Op de in 1993 geïntroduceerde FIFA-wereldranglijst steeg Ecuador in 1996 van de 57ste (januari 1996) naar de 33ste plaats (december 1996).

## Balans
| Wedstrijden | Wedstrijden | Wedstrijden | Wedstrijden | Doelpunten | Doelpunten | Doelpunten | Punten |
| Gespeeld    | Winst       | Gelijk      | Verlies     | Voor       | Tegen      | Saldo      | Punten |
| ----------- | ----------- | ----------- | ----------- | ---------- | ---------- | ---------- | ------ |
| 17          | 12          | 2           | 3           | 25         | 12         | +13        | 1.529  |

## Interlands
|                                                       |           |                     |         |                                                                                            |
| 2 februari Vriendschappelijk № 229 «onderlinge duels» | Venezuela | 0 – 1               | Ecuador | Estadio Brígido Iriarte, Caracas Toeschouwers: 6.000 Scheidsrechter: Lenin Rodríguez (VEN) |
| 2 februari Vriendschappelijk № 229 «onderlinge duels» |           | 55' Ángel Fernández |         | Estadio Brígido Iriarte, Caracas Toeschouwers: 6.000 Scheidsrechter: Lenin Rodríguez (VEN) |

|                                                        |                      |       |         |                                                                                           |
| 11 februari Vriendschappelijk № 230 «onderlinge duels» | Libanon              | 1 – 0 | Ecuador | Bourj Hammoud Stadion, Beiroet Toeschouwers: 6.000 Scheidsrechter: Ahmad Nabil Ayad (LEB) |
| 11 februari Vriendschappelijk № 230 «onderlinge duels» | Wartan Ghazarian 14' |       |         | Bourj Hammoud Stadion, Beiroet Toeschouwers: 6.000 Scheidsrechter: Ahmad Nabil Ayad (LEB) |

|                                                        |      |                                         |         |                                                                                               |
| 16 februari Vriendschappelijk № 231 «onderlinge duels» | Oman | 0 – 2                                   | Ecuador | King Fahd International Stadium, Riyadh Toeschouwers: 1.000 Scheidsrechter: Ali Khalifi (QAT) |
| 16 februari Vriendschappelijk № 231 «onderlinge duels» |      | 55' Eduardo Hurtado 70' Ángel Fernández |         | King Fahd International Stadium, Riyadh Toeschouwers: 1.000 Scheidsrechter: Ali Khalifi (QAT) |

|                                                        |                  |       |                    |                                                                                |
| 18 februari Vriendschappelijk № 232 «onderlinge duels» | Qatar            | 1 – 1 | Ecuador            | Al-Assad Stadion, Doha Toeschouwers: 1.000 Scheidsrechter: Jassen Alkari (QAT) |
| 18 februari Vriendschappelijk № 232 «onderlinge duels» | Ahmed Hassan 90' |       | 3' Eduardo Hurtado | Al-Assad Stadion, Doha Toeschouwers: 1.000 Scheidsrechter: Jassen Alkari (QAT) |

|                                                        |         |                                                          |         |                                                                               |
| 23 februari Vriendschappelijk № 233 «onderlinge duels» | Koeweit | 0 – 3                                                    | Ecuador | Al-Assad Stadion, Doha Toeschouwers: 1.000 Scheidsrechter: Hassan Johar (QAT) |
| 23 februari Vriendschappelijk № 233 «onderlinge duels» |         | 5' Máximo Tenorio 70' Eduardo Hurtado 80' Jorge Batallas |         | Al-Assad Stadion, Doha Toeschouwers: 1.000 Scheidsrechter: Hassan Johar (QAT) |

|                                                        |                      |       |                                         |                                                                                |
| 25 februari Vriendschappelijk № 234 «onderlinge duels» | Qatar                | 1 – 2 | Ecuador                                 | Al-Assad Stadion, Doha Toeschouwers: onbekend Scheidsrechter: Juma Alali (QAT) |
| 25 februari Vriendschappelijk № 234 «onderlinge duels» | Abdul Al-Obaidly 15' |       | 46' Eduardo Hurtado 73' Ángel Fernández | Al-Assad Stadion, Doha Toeschouwers: onbekend Scheidsrechter: Juma Alali (QAT) |

|                                                    |       |                     |         |                                                                          |
| 6 maart Vriendschappelijk № 235 «onderlinge duels» | Japan | 0 – 1               | Ecuador | Nagaragawa Stadion, Gifu Toeschouwers: onbekend Scheidsrechter: onbekend |
| 6 maart Vriendschappelijk № 235 «onderlinge duels» |       | 89' Eduardo Hurtado |         | Nagaragawa Stadion, Gifu Toeschouwers: onbekend Scheidsrechter: onbekend |

|                                                             |                                                                            |       |                      |                                                                                             |
| 24 april WK-kwalificatie № 236 «onderlinge duels» 20:45 uur | Ecuador                                                                    | 4 – 1 | Peru                 | Estadio Monumental, Guayaquil Toeschouwers: 60.000 Scheidsrechter: Julio Alcide Matto (URU) |
| 24 april WK-kwalificatie № 236 «onderlinge duels» 20:45 uur | Eduardo Hurtado 54' Maximo Tenório 65' José Gavica 78' Eduardo Hurtado 88' |       | 62' Roberto Palacios | Estadio Monumental, Guayaquil Toeschouwers: 60.000 Scheidsrechter: Julio Alcide Matto (URU) |

|                                                 |                                         |       |            |                                                                                                  |
| 2 juni WK-kwalificatie № 237 «onderlinge duels» | Ecuador                                 | 2 – 0 | Argentinië | Estadio Olímpico Atahualpa, Quito Toeschouwers: 41.500 Scheidsrechter: Armando Pérez Hoyos (COL) |
| 2 juni WK-kwalificatie № 237 «onderlinge duels» | Alberto Montaño 51' Eduardo Hurtado 89' |       |            | Estadio Olímpico Atahualpa, Quito Toeschouwers: 41.500 Scheidsrechter: Armando Pérez Hoyos (COL) |

|                                                    |                                                         |       |         |                                                                                                 |
| 30 juni Vriendschappelijk № 238 «onderlinge duels» | Ecuador                                                 | 3 – 0 | Armenië | Estadio Reales Tamarindos, Portoviejo Toeschouwers: 12.000 Scheidsrechter: Roger Zambrano (ECU) |
| 30 juni Vriendschappelijk № 238 «onderlinge duels» | Gilson de Souza 23' Ángel Fernández 48' José Gavica 75' |       |         | Estadio Reales Tamarindos, Portoviejo Toeschouwers: 12.000 Scheidsrechter: Roger Zambrano (ECU) |

|                                                 |                                                                        |       |                   |                                                                                  |
| 7 juli WK-kwalificatie № 239 «onderlinge duels» | Chili                                                                  | 4 – 1 | Ecuador           | Estadio Nacional, Santiago Toeschouwers: 69.000 Scheidsrechter: Pablo Peña (BOL) |
| 7 juli WK-kwalificatie № 239 «onderlinge duels» | Iván Zamorano 25' Marcelo Salas 75' Fabián Estay 83' Iván Zamorano 86' |       | 73' Álex Aguinaga | Estadio Nacional, Santiago Toeschouwers: 69.000 Scheidsrechter: Pablo Peña (BOL) |

|                                                        |                     |       |                    | |
| 15 augustus Vriendschappelijk № 240 «onderlinge duels» | Ecuador             | 1 – 1 | Costa Rica         | Estadio Alejandro Serrano Aguilar, Cuenca Toeschouwers: 6.000 Scheidsrechter: Jorge Orellana (ECU) |
| 15 augustus Vriendschappelijk № 240 «onderlinge duels» | Ángel Fernández 18' |       | 65' Gilbert Solano | Estadio Alejandro Serrano Aguilar, Cuenca Toeschouwers: 6.000 Scheidsrechter: Jorge Orellana (ECU) |

|                                                      |                  |       |           |                                                                                            |
| 1 september WK-kwalificatie № 241 «onderlinge duels» | Ecuador          | 1 – 0 | Venezuela | Estadio Olímpico Atahualpa, Quito Toeschouwers: 36.889 Scheidsrechter: Carlos Robles (CHI) |
| 1 september WK-kwalificatie № 241 «onderlinge duels» | Álex Aguinaga 4' |       |           | Estadio Olímpico Atahualpa, Quito Toeschouwers: 36.889 Scheidsrechter: Carlos Robles (CHI) |

|                                                      |                                           |       |                 |                                                                                        |
| 4 oktober Vriendschappelijk № 242 «onderlinge duels» | Ecuador                                   | 2 – 1 | Jamaica         | Estadio Bellavista, Ambato Toeschouwers: 18.000 Scheidsrechter: Mauricio Reinoso (ECU) |
| 4 oktober Vriendschappelijk № 242 «onderlinge duels» | Agustín Delgado 19' Agustín Delgado 90+2' |       | 43' Onandi Lowe | Estadio Bellavista, Ambato Toeschouwers: 18.000 Scheidsrechter: Mauricio Reinoso (ECU) |

|                                                    |         |                       |          |                                                                                               |
| 9 oktober WK-kwalificatie № 243 «onderlinge duels» | Ecuador | 0 – 1                 | Colombia | Estadio Olímpico Atahualpa, Quito Toeschouwers: 45.000 Scheidsrechter: Horacio Elizondo (ARG) |
| 9 oktober WK-kwalificatie № 243 «onderlinge duels» |         | 72' Faustino Asprilla |          | Estadio Olímpico Atahualpa, Quito Toeschouwers: 45.000 Scheidsrechter: Horacio Elizondo (ARG) |

|                                                       |        |                     |         |                                                                                                |
| 23 oktober Vriendschappelijk № 244 «onderlinge duels» | Mexico | 0 – 1               | Ecuador | Oakland-Alameda County Coliseum, Oakland Toeschouwers: 27.528 Scheidsrechter: Brian Hall (USA) |
| 23 oktober Vriendschappelijk № 244 «onderlinge duels» |        | 61' Héctor Carabalí |         | Oakland-Alameda County Coliseum, Oakland Toeschouwers: 27.528 Scheidsrechter: Brian Hall (USA) |

|                                                      |                    |       |         |                                                                                                  |
| 10 november WK-kwalificatie № 245 «onderlinge duels» | Paraguay           | 1 – 0 | Ecuador | Estadio Defensores del Chaco, Asunción Toeschouwers: 31.002 Scheidsrechter: Daniel Giménez (ARG) |
| 10 november WK-kwalificatie № 245 «onderlinge duels» | Miguel Benítez 24' |       |         | Estadio Defensores del Chaco, Asunción Toeschouwers: 31.002 Scheidsrechter: Daniel Giménez (ARG) |

## FIFA-wereldranglijst
| JAN | FEB | MAR | APR | MEI | JUN | JUL | AUG | SEP | OKT | NOV | DEC |
| --- | --- | --- | --- | --- | --- | --- | --- | --- | --- | --- | --- |
| 57  | 54  | 54  | 41  | 38  | 38  | 32  | 32  | 31  | 32  | 34  | 33  |

## Statistieken
| Carlos Luis Morales   | 1965-06-12 | Barcelona Sporting Club    | 9  | 0 | 0 |    |    |
| José Cevallos         | 1971-04-17 | Barcelona Sporting Club    | 5  | 0 | 0 | 12 | 0  |
| Jacinto Espinoza      | 1969-11-24 | Club Sport Emelec          | 2  | 1 | 0 | 27 | 0  |
| Alex Cevallos         | 1967-08-03 | Club Sport Emelec          | 0  | 1 | 0 | 4  | 0  |
| Verdediging           |            |                            |    |   |   |    |    |
| Alberto Montaño       | 1970-03-23 | Barcelona Sporting Club    | 14 | 0 | 1 |    |    |
| Máximo Tenorio        | 1969-09-30 | CR Vasco da Gama           | 13 | 0 | 1 |    |    |
| Wagner Rivera         | 1972-09-18 | CR Flamengo                | 12 | 0 | 0 | 13 | 0  |
| Luis Capurro          | 1961-05-01 | Racing Club                | 7  | 0 | 0 | 81 | 0  |
| Wilson Carabalí       | 1972-08-11 | Club Sport Emelec          | 7  | 0 | 0 | 11 | 0  |
| Iván Hurtado          | 1974-08-16 | Atlético Celaya            | 7  | 0 | 0 | 36 | 2  |
| Byron Tenorio         | 1966-06-14 | Barcelona Sporting Club    | 3  | 4 | 0 |    |    |
| Hólger Quiñónez       | 1962-08-18 | Deportivo Pereira          | 3  | 0 | 0 |    |    |
| Edmundo Méndez        | 1968-12-05 | Deportivo Cuenca           | 1  | 1 | 0 | 2  | 0  |
| Dannes Coronel        | 1973-05-24 | Club Sport Emelec          | 1  | 0 | 0 |    |    |
| Ulises de la Cruz     | 1974-02-08 | Sociedad Deportiva Aucas   | 1  | 0 | 0 | 3  | 0  |
| Patricio Hurtado      | 1970-08-09 | LDU Quito                  | 0  | 3 | 0 | 7  | 0  |
| Segundo Matamba       | 1976-05-19 | Deportivo Cuenca           | 0  | 1 | 0 |    |    |
| Middenveld            |            |                            |    |   |   |    |    |
| Gilson de Souza       | 1967-03-25 | Barcelona Sporting Club    | 9  | 0 | 1 | 9  | 1  |
| Héctor Carabalí       | 1972-02-15 | Barcelona Sporting Club    | 7  | 1 | 1 |    |    |
| Álex Aguinaga         | 1968-07-09 | Necaxa Aguascalientes      | 6  | 0 | 2 | 56 | 12 |
| Jorge Batallas        | 1969-04-15 | Club Sport Emelec          | 6  | 0 | 1 |    |    |
| Alfonso Obregón       | 1972-05-12 | Club Deportivo Espoli      | 5  | 6 | 0 | 12 | 0  |
| Luis Ernesto González | 1971-06-06 | LDU Quito                  | 5  | 3 | 0 | 8  | 0  |
| Juan Carlos Garay     | 1968-09-15 | LDU Quito                  | 4  | 2 | 0 | 28 | 1  |
| José Gavica           | 1969-01-08 | Barcelona Sporting Club    | 4  | 1 | 2 | 20 | 3  |
| Carlos Pazmiño        | 1970-07-10 | Club Deportivo Espoli      | 4  | 1 | 0 |    |    |
| Oswaldo de la Cruz    | 1968-12-13 | Club Deportivo El Nacional | 3  | 1 | 0 |    |    |
| Juan Carlos Burbano   | 1969-02-15 | Club Deportivo El Nacional | 3  | 0 | 0 | 3  | 0  |
| Cléber Chalá          | 1971-06-29 | Club Deportivo El Nacional | 2  | 2 | 0 | 23 | 1  |
| Jorge Díaz            | 1973-02-24 | Club Deportivo Espoli      | 2  | 2 | 0 |    |    |
| Roberto Macías        | 1969-07-12 | LDU Quito                  | 2  | 2 | 0 | 5  | 0  |
| Eduardo Smith         | 1966-02-23 | Club Sport Emelec          | 1  | 2 | 0 | 3  | 0  |
| Wellington Sánchez    | 1974-06-19 | Club Deportivo El Nacional | 1  | 1 | 0 | 4  | 0  |
| Fabián Cubero         | 1971-04-29 | Sociedad Deportivo Quito   | 1  | 0 | 0 |    |    |
| Gabriel Yépez         | 1963-05-02 | Club Deportivo Espoli      | 1  | 0 | 0 |    |    |
| Robert Burbano        | 1970-09-27 | Deportivo Cuenca           | 0  | 3 | 0 |    |    |
| Aanval                |            |                            |    |   |   |    |    |
| Eduardo Hurtado       | 1969-12-02 | Los Angeles Galaxy         | 12 | 0 | 7 |    |    |
| Ángel Fernández       | 1971-08-02 | Club Sport Emelec          | 9  | 6 | 6 | 39 | 10 |
| Agustín Delgado       | 1974-12-23 | Club Deportivo El Nacional | 3  | 0 | 2 | 6  | 2  |
| Manuel Uquillas       | 1968-11-19 | Barcelona Sporting Club    | 1  | 0 | 0 | 6  | 0  |
| Ebelio Ordóñez        | 1972-11-03 | Técnico Universitario      | 0  | 2 | 0 | 2  | 0  |
| José Oleas            | 1969-02-11 | Club Deportivo Espoli      | 0  | 1 | 0 | 1  | 0  |

FEF · A-internationals · Bondscoaches · Selecties · Statistieken · Ecuadoraans vrouwenelftal · Olympisch elftal · Ecuador U21 · Ecuador U20 · Ecuador U18 · Ecuador U17
1938 – 1949 ·
1950 – 1959 ·
1960 – 1969 ·
1970 – 1979 ·
1980 – 1989 ·
1990 – 1999 ·
2000 – 2009 ·
2010 – 2019 ·
2020 − 2029
WK 2002 · 
WK 2006 · 
WK 2014
1938 · 
1939 · 
1940 · 
1941 · 
1942 · 
1943 · 1944 · 
1945 · 
1946 · 
1947 · 
1948 · 
1949 · 
1950 · 1951 · 1952 · 
1953 · 
1954 · 
1955 · 
1956 · 
1957 · 
1958 · 
1959 · 
1960 · 
1961 · 1962 · 
1963 · 
1964 · 
1965 · 
1966 · 
1967 · 1968 · 
1969 · 
1970 · 
1971 · 
1972 · 
1973 · 
1974 · 
1975 · 
1976 · 
1977 · 
1978 · 
1979 · 
1980 · 
1981 · 
1982 · 
1983 · 
1984 · 
1985 · 
1986 · 
1987 · 
1988 · 
1989 · 
1990 · 
1991 · 
1992 · 
1993 · 
1994 · 
1995 · 
1996 · 
1997 · 
1998 · 
1999 · 
2000 · 
2001 · 
2002 · 
2003 · 
2004 · 
2005 · 
2006 · 
2007 · 
2008 · 
2009 · 
2010 · 
2011 · 
2012 · 
2013 · 
2014 · 
2015 · 
2016 · 
2017 ·
2018 ·
2019 ·
2020 ·
2021 ·
2022
Argentinië ·
Armenië ·
Australië ·
Bolivia · 
Brazilië ·
Bulgarije ·
Canada ·
Chili ·
Colombia ·
Costa Rica ·
Cuba ·
Denemarken ·
DDR ·
Duitsland ·
El Salvador ·
Engeland ·
Estland ·
Finland ·
Frankrijk ·
Griekenland ·
Guatemala ·
Haïti ·
Honduras ·
Ierland ·
Irak ·
Iran ·
Italië ·
Jamaica ·
Japan ·
Joegoslavië ·
Jordanië ·
Kaapverdië ·
Koeweit ·
Kroatië · 
Libanon ·
Mexico ·
Nederland ·
Nigeria ·
Noord-Macedonië ·
Oeganda ·
Oman ·
Panama ·
Paraguay ·
Peru ·
Polen ·
Portugal ·
Qatar ·
Roemenië ·
Saoedi-Arabië ·
Schotland ·
Senegal ·
Spanje ·
Trinidad en Tobago ·
Turkije · 
Uruguay ·
Venezuela ·
Verenigde Staten ·
Wit-Rusland ·
Zambia ·
Zuid-Afrika ·
Zuid-Korea ·
Zweden ·
Zwitserland
Costa Rica (2006) · 
Duitsland (2006) · 
Engeland (2006) · 
Frankrijk (2014) · 
Honduras (2014) · 
Nederland (2022) · 
Polen (2006) · 
Qatar (2022) · 
Zwitserland (2014)